# Lola Índigo
Miriam Doblas Muñoz (Madrid, 1 de abril de 1992), conocida como Lola Índigo, es una cantante y bailarina española. Con su primer sencillo, «Ya no quiero ná», alcanzó la certificación de doble disco de platino en diciembre de 2018.

## Trayectoria

### Inicios
Miriam Doblas nació en Madrid en la primavera de 1992, pero desde siempre fue criada en la localidad granadina de Huétor Tájar, de donde se siente natural.
Comenzó muy joven en el mundo artístico, destacando su faceta como bailarina y coreógrafa. Fue profesora de baile e incluso llegó a participar en algunos musicales. Como bailarina trabajó en China y Los Ángeles junto a artistas de renombre como Chris Brown, Miguel Bosé, Sweet California, Enrique Iglesias, Marta Sánchez y The Baseballs.
En 2010, participó en el talent Fama Revolution de Cuatro.

### 2017: Paso porOperación Triunfo
Conocida inicialmente como Mimi o Mimi Doblas, fue la primera expulsada de Operación Triunfo 2017, concurso emitido en La 1 de Televisión Española en horario de máxima audiencia.

### 2018-2019: Primeros lanzamientos yAkelarre

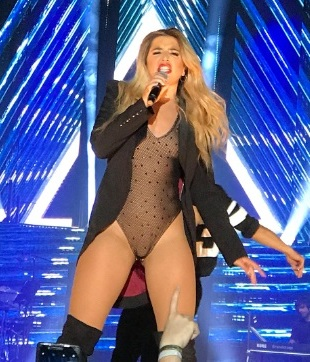
Lola Índigo en el Bizkaia Arena en 2018.

En marzo de 2018, Lola Índigo acudió a los Premios Dial celebrados en el Recinto Ferial de Tenerife, junto a algunos de sus compañeros de OT 2017.
Pero no fue hasta después de su paso por el concurso musical cuando consiguió cierta popularidad en España, ya con el nombre de Lola Índigo, tras publicarse en julio de 2018 su primer sencillo, «Ya no quiero ná», que superó los nueve millones de reproducciones en Spotify, entró en la lista de los cincuenta temas más virales del mundo, y el videoclip acumula más de setenta millones de reproducciones en YouTube. El tema fue definido como una mezcla de estilo trap, feminista y funk, y se pone en escena con un cuerpo de baile que forma Mónica Peña, Saydi Lubanzadio, Laura Ruiz y Claudia Riera, todas ellas capitaneadas por Lola Índigo y salidas del programa Fama, ¡a bailar! 2018, excepto Laura Ruiz.
Ese mismo año, formó parte del elenco de concursantes de la séptima edición de Tu cara me suena, en Antena 3, quedando en cuarta posición.
En diciembre grabó junto con sus compañeros de OT 2017 Aitana, Ana Guerra, Agoney Hernández y Raoul Vázquez, y el rapero canario Maikel Delacalle la canción «El mundo entero» para la marca Coca Cola, junto con un anuncio televisivo.
El 14 del mismo mes publicó «Borracha (Remix)», canción en la que colaboró junto con Juan Magán y De la Ghetto con el cantante Yera. Una semana más tarde, el 21 de diciembre, lanzó su segundo sencillo, titulado «Mujer bruja», acompañada de la cantante Mala Rodríguez.
El 22 de enero de 2019 publicó la canción «Fuerte», usada como cabecera de Fama, ¡a bailar! 2019, programa al que Lola Índigo se incorporó como asesora artística y consejera de los concursantes.
El 9 de abril de 2019 publicó «El humo» sencillo original de la BSO de la película Lo dejo cuando quiera.
Akelarre, su primer disco de estudio, se lanzó a la venta el 17 de mayo de ese mismo año, incluyendo en él diez canciones originales. En septiembre de 2019 se publicó la versión en vinilo del disco. El 7 de junio también se estrenó la canción «Me quedo» junto con Aitana, canción incluida en el álbum de la catalana. El 21 de ese mismo mes se publicó su segunda colaboración con Coca Cola, «Sensación de vivir», esta vez acompañada de Morat, Lalo Ebratt y Natalia Lacunza, exconcursante de OT18.
El 31 de julio de 2019, publicó «Lola Bunny» en colaboración con el cantante canario Don Patricio. Dos semanas después, el 9 de agosto, se estrenó el remix de la canción «Autoestima» junto con Cupido y Alizz.
El 3 de noviembre de 2019, Lola recibió el primer premio de su carrera, el MTV Europe Music Award en la categoría de «Artista del Año de España». El 6 de diciembre de 2019, publicó su nuevo sencillo titulado «Luna», usado por la marca de ropa interior Tezenis. 

### 2020-2022: Consolidación yLa Niña
El 27 de marzo de 2020, apareció su sencillo «4 besos» en colaboración con Lalo Ebratt y Rauw Alejandro. Desde entonces a lo largo del año 2020, la granadina no ha dejado de sacar nuevos sencillos cosechando numerosos éxitos entre los que se encuentran sus sencillos: Santería junto a Danna Paola y Denise Rosenthal o Cómo te va? junto a Beret. Ambos sencillos, formarán parte de un segundo álbum del cual solo sabemos que se estrenará por primera vez en directo en el Palacio de Deportes de Madrid, el próximo 17 de julio de 2021. El 5 de noviembre de 2020, publicó en sus redes esta nueva fecha junto al anuncio de su nuevo álbum de estudio.
El 24 de julio de 2020, salió a la luz su colaboración: Trendy junto al nuevo cantante de moda, RVFV. Meses más tardes, en concreto, el 27 de noviembre de 2020, junto a Belén Aguilera publicaron su colaboración titulada: La Tirita.
El 6 de mayo de 2021, Lola Índigo publicó en sus redes sociales, la portada y el nombre de su segundo álbum de estudio, titulado. La Niña. El 9 de mayo de 2021, anunció su nuevo sencillo, el cual saldrá el próximo 14 de mayo de 2021, titulado: Spice Girls. En julio de 2021 finalmene se lanzó "La Niña", su segundo álbum de estudio, el cual se posicionó en el número uno en la lista de venta oficial en España. La Niña de la Escuela se convirtió en un éxito, logrando ser triple platino en España tras vender más de 120.000 copias.
Tras el éxito del álbum, la cantante junto a Prime Video, estrenaron el documental: Lola Índigo.La niña, el 13 de mayo de 2022. El documental de 80 minutos, es una coproducción entre Fremantle España y Universal Music Spain y hace un repaso a la carrera y al éxito de la cantante.

### 2022-2023:El DragónyGRX
Tras los lanzamientos de los sencillos: Las solteras, el 17 de febrero de 2022; y Toy Story, el 8 de abril de 2022, lanzó el primer sencillo de su próximo álbum, AN1MAL, el 3 de junio de 2022. Tras el lanzamiento del segundo sencillo, DISCOTEKA, colaboración con María Becerra, anunció dos conciertos únicos de presentación de su tercer álbum de estudio, titulado: El dragón, para los días 6 de mayo de 2023 en el Wizink Center de Madrid y para el Palau Sant Jordi de Barcelona el 13 de ese mismo mes. Tras estos dos conciertos, la cantante se embarcó en la gira "El Dragón Tour" recorriendo ciudades de España y Latinoamérica; terminando el 26 de noviembre de 2023, en Ciudad de México (México).
El 6 de enero de 2023, publicó el tercer sencillo del álbum, una colaboración con Luis Fonsi, titulada Corazones rotos. El álbum fue publicado el 14 de abril, junto con el sencillo titulado El tonto en colaboración con Quevedo. El álbum alcanzó el número uno en las listas oficiales de España.
En octubre de 2023, reveló en una entrevista para la revista Billboard (Argentina), que a finales de 2023 vería la luz su proyecto más personal, un EP, titulado: GRX. El EP, fue precedido de sus sencillos principales, el primero fue lanzado el 1 de septiembre junto a Dellafuente, Mala suerte y el segundo De plastilina junto a Pepe y Vicio, el 20 de octubre. El álbum fue publicado el 15 de diciembre de 2023.

### 2024-presente:Nave Dragón yGira de estadios La Bruja, La Niña y El Dragón
En febrero de 2024 su música es inspiración para los personajes protagonistas de la novela juvenil Mimi me salvó del psicólogo Sergio Bero sobre diversidad, salud mental y la importancia de los referentes en la adolescencia. Durante ese año lanzó los sencillos; 1000 cosas con Manuel Turizo, La reina, Pesadillas y Perreito pa llorar con Paulo Londra, que pertenecen a su quinto álbum de estudio, titulado: Nave dragón, que vio la luz el 25 de abril de 2025. Este disco trae ritmos reguetoneros, convirtiéndose en su primer album que es completamente de reguetón, también el mismo dia que se lanzó el disco, salió sin autotune, el focus track de este proyecto.
El 2 de diciembre de 2024, tras la cancelación en septiembre de todos los conciertos programados en el Estadio Santiago Bernabéu por quejas vecinales, la cantante anunció la nueva fecha para el gran show y sumó dos estadios más bajo el nombre de "La Bruja, La Niña y El Dragón" en el Estadio de La Cartuja en Sevilla y en el Estadio Olímpico Lluís Companys en Barcelona para el verano de 2025. Se ofrecerán así, tres conciertos únicos en España en el 2025 con un escenario gigante creado para la ocasión en el que la cantante repasará temas de sus tres eras musicales. Lola se convierte así en la primera artista femenina española en anunciar una gira íntegramente por estadios en el país, aunque tanto los conciertos en La Cartuja como en el Lluís Compayns solo ocupará la mitad del estadio, no se realizarán con aforo completo. Por otro lado, el 6 de marzo de 2025 se confirma oficialmente que el concierto en el Bernabéu no se va a poder realizar, pasando a celebrarse en el Estadio Metropolitano manteniendo la misma fecha.

## Discografía
Álbumes de estudio
- 2019: Akelarre
- 2021: La niña
- 2023: El dragón
- 2025: Nave Dragón

Extended Play
- 2023: GRX

## Giras

### Conjuntas
- 2018: Operación Triunfo 2017 en concierto

### En solitario
- 2019-2020: Akelarre Tour
- 2021-2022: La Niña Tour[47]
- 2023-2025: El Dragón Tour
- 2025: La Bruja, La Niña y El Dragón - Gira de Estadios

## Filmografía

### Cine

#### Como actriz
| Año  | Título               | Canal          | Papel      | Notas      |
| ---- | -------------------- | -------------- | ---------- | ---------- |
| 2022 | Lola Índigo. La Niña | Prime Video    | Ella misma | Documental |
| 2024 | GRX (La película)    | Movistar Plus+ | Ella misma | Documental |

#### Como actriz de doblaje
| Año  | Título                  | Papel      | Actriz original | Notas                 |
| ---- | ----------------------- | ---------- | --------------- | --------------------- |
| 2021 | Space Jam: A New Legacy | Lola Bunny | Zendaya         | Película de animación |

### Televisión
| Año              | Programa               | Canal    | Papel      | Notas                                  |
| ---------------- | ---------------------- | -------- | ---------- | -------------------------------------- |
| 2010             | Fama Revolution        | Cuatro   | Ella misma | Concursante; 4.ª eliminada             |
| 2017 - 2018      | Operación Triunfo 2017 | TVE      | Ella misma | Concursante; 1.ª expulsada             |
| 2018 - 2019      | Tu cara me suena 7     | Antena 3 | Ella misma | Concursante; 4° clasificada            |
| 2019             | Fama, ¡a bailar! 2019  | #0       | Ella misma | Asesora                                |
| 2019 - 2024      | La resistencia         | #0       | Ella misma | Invitada, 6 programas                  |
| 2019 - 2025      | El hormiguero          | Antena 3 | Ella misma | Invitada, 7 programas                  |
| 2021             | The Dancer             | TVE      | Ella misma | Capitana                               |
| 2022; 2024 - TBA | La Voz Kids            | Antena 3 | Ella misma | Asesora de Sebastián Yatra             |
| 2022; 2024 - TBA | La Voz Kids            | Antena 3 | Ella misma | Coach (temporada 9 y 10)               |
| 2022 - 2023      | La Voz                 | Antena 3 | Ella misma | Asesora de Luis Fonsi y de Pablo López |
| 2025             | La revuelta            | TVE      | Ella misma | Invitada, 1 programa                   |

## Premios y nominaciones
| Año  | Premio/Concurso                       | Categoría                            | Trabajo                                       | Resultado | Ref.   |
| ---- | ------------------------------------- | ------------------------------------ | --------------------------------------------- | --------- | ------ |
| 2019 | Premios Yudeo                         | Mejor Grabación en Solitario         | «Ya no quiero ná»                             | Ganadora  | [ 48 ] |
| 2019 | LOS40 Music Awards                    | Videoclip del año                    | «Me quedo» ft. Aitana                         | Nominada  | [ 49 ] |
| 2019 | LOS40 Music Awards                    | Artista o grupo revelación del año   | Ella misma                                    | Ganadora  | [ 50 ] |
| 2019 | MTV Europe Music Awards               | Artista del Año (España)             | Ella misma                                    | Ganadora  | [ 23 ] |
| 2019 | Urban Music Awards by Los 40 Colombia | Mejor nuevo artista                  | Ella misma                                    | Nominada  |        |
| 2020 | LOS40 Music Awards                    | Videoclip del año (Categoría España) | «4 besos» ft. Rauw Alejandro & Lalo Ebratt    | Nominada  | [ 51 ] |
| 2020 | Premios Musa                          | Colaboración internacional del año   | «Santería» ft. Denise Rosenthal & Danna Paola | Ganadora  |        |
| 2022 | LOS40 Music Awards                    | Mejor artista o grupo                | Ella misma                                    | Nominada  | [ 52 ] |
| 2022 | LOS40 Music Awards                    | Mejor artista o grupo en directo     | Ella misma                                    | Ganadora  | [ 52 ] |
| 2022 | LOS40 Music Awards                    | Mejor artista o grupo «Del 40 al 1»  | Ella misma                                    | Nominada  | [ 52 ] |
| 2023 | Premios Lo Nuestro                    | Artista Revelación Femenina          | Ella misma                                    | Nominada  | [ 53 ] |
| 2023 | LOS40 Music Awards                    | Mejor artista                        | Ella misma                                    | Nominada  | [ 54 ] |
| 2023 | LOS40 Music Awards                    | Mejor disco                          | El dragón                                     | Nominada  | [ 54 ] |
| 2023 | LOS40 Music Awards                    | Mejor canción                        | «El tonto» ft. Quevedo                        | Nominada  | [ 54 ] |
| 2023 | LOS40 Music Awards                    | Mejor colaboración                   | «El tonto» ft. Quevedo                        | Nominada  | [ 54 ] |
| 2023 | LOS40 Music Awards                    | Mejor gira                           | El Dragón Tour                                | Nominada  | [ 54 ] |
| 2024 | Premios Odeón                         | Mejor álbum urbano                   | El dragón                                     | Ganadora  | [ 55 ] |